# Llofriu
Llofriu (spanyolul Llufríu) egy település Spanyolország Katalónia autonóm közösségében, Girona tartományban, Palafrugell községben. Lakosainak száma 281 fő (2023).

## Nevezetességek
A település központja (régi házai és a templom) egy igen értékes épületegyüttest alkotnak, többségük a 17–19. században épült, de vannak köztük régebbi épületek is. Klasszicista stílusú temetője 1895-ből származik. A település közelében található egy vasas vizű forrás is.

## Népesség
| Lakosok száma | 298  | 274  | 281  |
|               | 2009 | 2013 | 2023 |